# Guld, platina & passion
Guld, platina & passion är ett musikalbum från 2003 av den svenska popsångerskan Carola Häggkvist. På albumlistorna placerade sig albumet som bäst på 1:a plats i Sverige och 5:e plats i Norge. Albumet låg kvar på albumlistan i Sverige i hela 67 veckor och sålde 4x platina.

## Låtlista
1. När löven faller
2. Säg mig var du står
3. Främling
4. Mickey
5. Liv
6. Gloria
7. Tommy tycker om mej
8. Det regnar i Stockholm
9. Tokyo
10. Ännu en dag
11. På egna ben
12. Hunger
13. The Runaway
14. Brand New Heart
15. Radiate
16. Mitt i ett äventyr
17. All the Reasons to Live
18. If I Can Dream
19. Every Beat of My Heart
20. The Girl Who Had Everything
21. Fångad av en stormvind
22. Save the Children
23. My Tribute
24. Guld i dina ögon
25. Så länge jag lever
26. The Sound of Music
27. Modersvingen
28. Himlen i min famn
29. Thula Sana
30. Jag vill alltid älska
31. The Light
32. I Believe in Love (radio hitvision remix)
33. Walk a Mile in My Shoes

## Listplaceringar
| Lista (2003-2004) | Topplacering |
| ----------------- | ------------ |
| Norge             | 5            |
| Sverige           | 1            |